# George Brecht
George Brecht (New York, 1926. augusztus 27. – Köln, Németország, 2008. december 5.) amerikai konceptuális művész.
Brecht a maga eseményjegyzeteit az 1960-as évek elején a barátainak postázta szét. Ezek a küldemények egyszerű kártyák voltak, mint amilyen a takarékossága miatt példaértékű Három vizes-esemény (1961), rövid szövegekkel vagy szavak listájával:
Három vizes-esemény (Three Aqueous Events): jég, víz, gőz.
Mint sok más, a Fluxushoz később kötődő művész, Brechtet is izgatta a véletlen, valamint a szerencse. Az 1950-es évek elején a nem csak önmagával, hanem a „külső” történésekkel kapcsolatos véletlen érvényesülését kezdte vizsgálni.

## Művészete
A lehetőség-képzelet című hosszú esszéje (1957) a véletlen jóvoltából kialakuló természetes képek létrejöttének folyamatát tárgyalta, benne a képeket az összetettebb anyagi rendszerekből a gondolkodási tevékenység „absztrakciós készségéhez” kötötte.
Módszertan gyanánt Brecht a pénzfeldobást javasolta szerencsepróbáló eszközként a kínai Változások könyve, I Ching alapján (amit olyan művészek, mint Hans Arp használtak fel a huszadik század elején a hagyomány művészetének határait átlépő megoldásként). Brecht esszéjében meghatározta a szerencse fogalmát; behatárolta eredetét a statisztikában, a tudományban és a filozófiában; a „véletlenszerűség" problémájával foglalkozott; valamint a szerencse művészeti használatára keresett bizonyítékokat a dadaizmusban, a szürrealizmusban és a Jackson Pollock-i „szent fejetlenségben”. Esszéjének 1966-os kiadásához csatolt „utószavában” – Brecht „John Cage-dzsel történt találkozása után” – kijelentette, „hogy Cage és nem Pollock munkái tartalmazzák a szerencse mibenlétére a legfontosabb célzásokat.”
Játékok és feladványok: Átlátszó fedelű, rekeszes műanyag doboz, benne sötétkék üveggolyó és egy kártya a következő felirattal: „Az ön születésnapja”